# Planorotalia
Planorotalia es un género de foraminífero planctónico considerado un sinónimo posterior de Globorotalia de la familia Globorotaliidae, de la superfamilia Globorotalioidea, del suborden Globigerinina y del orden Globigerinida. Su especie tipo era Planulina membranacea. El rango cronoestratigráfico propuesto abarcaba desde el Daniense (Paleoceno medio) hasta el Thanetiense (Paleoceno superior), pero la especie tipo es realmente del Plioceno.

## Descripción
Su descripción parece coincidir con la del género paleógeno Luterbacheria (o con las de Planorotalites o Globanomalina), ya que Planorotalia fue considerada del periodo Paleógeno. No obstante, más tarde se determinó que su especie tipo tenía una edad Plioceno, y por tanto no podía incluir a las formas paleógenas sino a formas neógenas similares. Por esta razón, parece ser más bien un sinónimo posterior de Globorotalia o de algún género afín del Neógeno, y en consecuencia su descripción sería coincidente con alguno de estos géneros. 

## Discusión
Clasificaciones posteriores incluirían Planorotalia en la superfamilia Globigerinoidea. La especie tipo fue erróneamente considerada de edad Paleoceno, y las formas paleocenas atribuidas a Planorotalia membranacea son probablemente Luterbacheria pseudomenardii, por lo que Planorotalia, en su acepción original, ha sido reemplazado por el de Luterbacheria de la familia Globanomalinidae de la superfamilia Hantkeninoidea.

## Clasificación
Planorotalia incluía a las siguientes especies:
- Planorotalia compressa †, considerada como Globanomalina compressa
- Planorotalia membranacea †, considerada como Luterbacheria pseudomenardii
- Planorotalia pseudomenardii †, considerada como Luterbacheria pseudomenardii
  - Planorotalia pseudomenardii membraniformis †